# برنارد ديفلن (سياسي)
برنارد ديفلن هو محامي وسياسي كندي، ولد في 15 ديسمبر 1824 في مقاطعة روسكومون في جمهورية أيرلندا، وتوفي في 7 فبراير 1880 في دنفر في الولايات المتحدة. نشط حزبياً في الحزب الليبرالي الكندي. وقد انتخب عضو مجلس العموم الكندي.